# Tabletop Simulator
Tabletop Simulator — компьютерная игра в жанре симулятора настольных игр, разработанная и изданная независимой компанией Berserk Games для платформ Windows, macOS и Linux. Игра была выпущена 5 июня 2015 года после успешной краудфандинговой кампании, проходившей в феврале 2014 года.
Игра позволяет играть практически в любую настольную игру на компьютере, в том числе и через интернет, начиная от простых и всем известных игр, вроде шахмат или карт, и до больших и сложных варгеймов и популярных франшиз — Dungeons & Dragons, Warhammer и Magic: The Gathering.

## Игровой процесс
Tabletop Simulator — это симулятор песочницы, который позволяет игрокам играть в различные настольные, карточные и подобные им игры. Выбрав стол, игроки могут взаимодействовать с окружением, которое подчиняется законам игровой физики. Игра поддерживает многопользовательский режим с максимальным числом игроков до десяти. В Tabletop Simulator предустановлено 18 различных игр, такие как го, домино, китайские шашки, маджонг, нарды, реверси, пасьянс, покер, шахматы, шашки и другие.
Tabletop Simulator позволяет игрокам импортировать изображения и модели для создания совершенно новых фигур и игровых столов, что позволяет воссоздать большинство реальных настольных игр. Также Berserk Games сотрудничает с рядом игровых издательств, которые предлагают официально лицензированные версии своих игр для Tabletop Simulator в качестве загружаемого контента, например, Cosmic Encounter.

## Разработка
Tabletop Simulator был разработан инди-компанией Berserk Games, состоящей из Джейсона Генри и Кимико. До создания Berserk Games Генри учился в колледже, занимаясь инженерным делом, а в свободное время работая над игровыми модами для компьютерной игры Chivalry: Medieval Warfare. Кимико вначале была модератором сообщества для Chivalry: Medieval Warfare, а позже членом независимой компании Torn Banner Studios. В интервью изданию Gamasutra пара описала игру Desperate Gods как вдохновляющую их, при этом они хотели расширить концепцию «настольных игр в свободной форме», чтобы охватить все возможные настольные игры.
В рамках краудфандинговой кампании, которая началась в феврале 2014 года, Tabletop Simulator смог собрать 37 403 $ на проекте Kickstarter. 15 марта 2014 года Berserk Games объявила, что они успешно прошли программу Steam Greenlight, что позволило им распространять игру через Steam.

## Приём
Игра Tabletop Simulator была положительно оценена игровым сообществом. Рецензенты отметили большое количество настольных игр и возможность создавать собственные с их последующей загрузкой в Steam.
В 2014 году игра получила награду сайта Indie DB в номинации «Лучшая инди-игра 2014 года».

### Продажи
Летом 2018 года, благодаря уязвимости в защите Steam Web API, стало известно, что точное количество пользователей сервиса Steam, которые играли в игру хотя бы один раз, составляет 2 297 649 человек.